# Zagóra (Tempoczów-Kolonia)
Zagóra – część wsi Tempoczów-Kolonia w Polsce, położona w województwie świętokrzyskim, w powiecie kazimierskim, w gminie Skalbmierz.
W latach 1975–1998 Zagóra administracyjnie należała do województwa kieleckiego.